# Provincia di Enrique Baldivieso
La provincia di Enrique Baldivieso è una delle 16 province del dipartimento di Potosí nella Bolivia meridionale. Il capoluogo è la città di San Agustín.
Al censimento del 2001 possedeva una popolazione di 1.640 abitanti.

## Geografia antropica

### Suddivisioni amministrative
La provincia è formata dal comune di San Agustín